# Javad Nekounam
Javad Nekounam (persa: جواد نکونام) (nascut el 7 de setembre de 1980 a Rayy, Iran) és un exfutbolista professional iranià.
Va jugar la major part de la seva carrera amb el Pas Tehran F.C. i amb el CA Osasuna, equip aquest darrer amb el qual va jugar 197 partits oficials, i hi marcà 31 gols en les seves dues etapes al club, del qual fou capità. També va jugar als Emirats Àrabs Units, Kuwait i Qatar, durant 18 temporades en total.